# Claudia Weiske
Claudia Weiske (Altenburg, 12 november 1970) is een Duitse acteur.
Op twaalfjarige leeftijd stond Claudia al op de bühne in het Altenburger Landestheaters. Weiske wist op dat moment zeker dat ze musicalactrice wilde worden. Vervolgens stond Claudia in verschillende balletproducties. In 1990 volgde ze een acteeropleiding aan de Forum Kreuzberg in Berlijn. In 1992 kreeg Weiske landelijke bekendheid door haar hoofdrol als Elke Opitz in Gute Zeiten, schlechte Zeiten, een van Duitslands bestbekeken soapseries. Ze speelde de rol tussen 1992 en 1997 en keerde in 1999 eenmalig terug. Weiske verliet de serie omdat ze moeder was geworden van een zoon.
In Los Angeles vervolgde Claudia haar acteeropleiding.

## Filmografie
- 1992–1997: Gute Zeiten, schlechte Zeiten
- 1997: Pension Schöller
- 2002: Im Visier der Zielfahnder, meerdere afleveringen
- 2003: Die Cleveren – Alle meine Lieben, gastoptreden
- 2005–2007: Verliebt in Berlin, televisieserie
- 2006: Der letzte Zug
- 2006: Fünf Sterne
- 2006: Verliebt in Berlin – Das Ja-Wort
- 2010: Die Entbehrlichen – bioscoopspeelfilm, regie: Andreas Arnstedt
- 2011: Freiwasser korte speelfilm, regie: Johannes Köckeritz, 12mmFilm
- 2012: Frühlingsgefühle TeamWorx Television, ZDF, regie: Thomas Jauch
- 2013: SAT1Gold-Trailer, regie: Horst Czenskowski
- 2014: Haarscharf vorbei – Die kleine Benimmschule 8. Inselfilmproduktion, regie: Claudia Boysen
- 2015: In Gefahr – Ein verhängnisvoller Moment – Elisa – Geblendet
- 2015: korte film: Die schönsten Liebesszenen aller Zeiten, regie: Ulrich Kaiser
- 2016: In Gefahr – Naomi

## Toneelrollen
- 1992: Bluthochzeit als de Dood (Theaterforum Kreuzberg)
- 1997: Die kleine Hexe als heks en andere (Theater am Kurfürstendamm)
- 1997–2000: Pension Schöller als Franzi (Theater am Kurfürstendamm)
- 2001: Zauberlehrling als leerling (Theater der Träume, Berlijn)
- 2003: Hans im Glück als Hans (Theater der Träume, Berlijn)
- 2003: Die Affäre als Norine (TheaterSommer am Kap, Kap Arkona op Rügen)
- 2004: Romeo und Julia als Amme (Con.t.act Company)
- 2004: Bunbury als Miss Prism (TheaterSommer am Kap, Kap Arkona op Rügen)
- 2006: Adam und Eva als Gabriel (TheaterSommer am Kap, Kap Arkona op Rügen)
- 2006: Die Pulververschwörung und das heilige Grab als Agneta (Theater Görlitz)
- 2007–2009: Gelee Royal als Elisabeth Faßbender (Die Auftakter, Berlin)
- 2008–2009, 2011: Jedermann als Schuldknechts Weib (Jedermann-Festspiele in de Berliner Dom)
- 2009: Der ideale Gatte als Mrs. Cheveley (TheaterSommer am Kap, Kap Arkona op Rügen)
- 2009: Mord im Quartett als Daphne (TheaterSommer am Kap, Kap Arkona op Rügen)